# St. Thomas Morus (Münster)

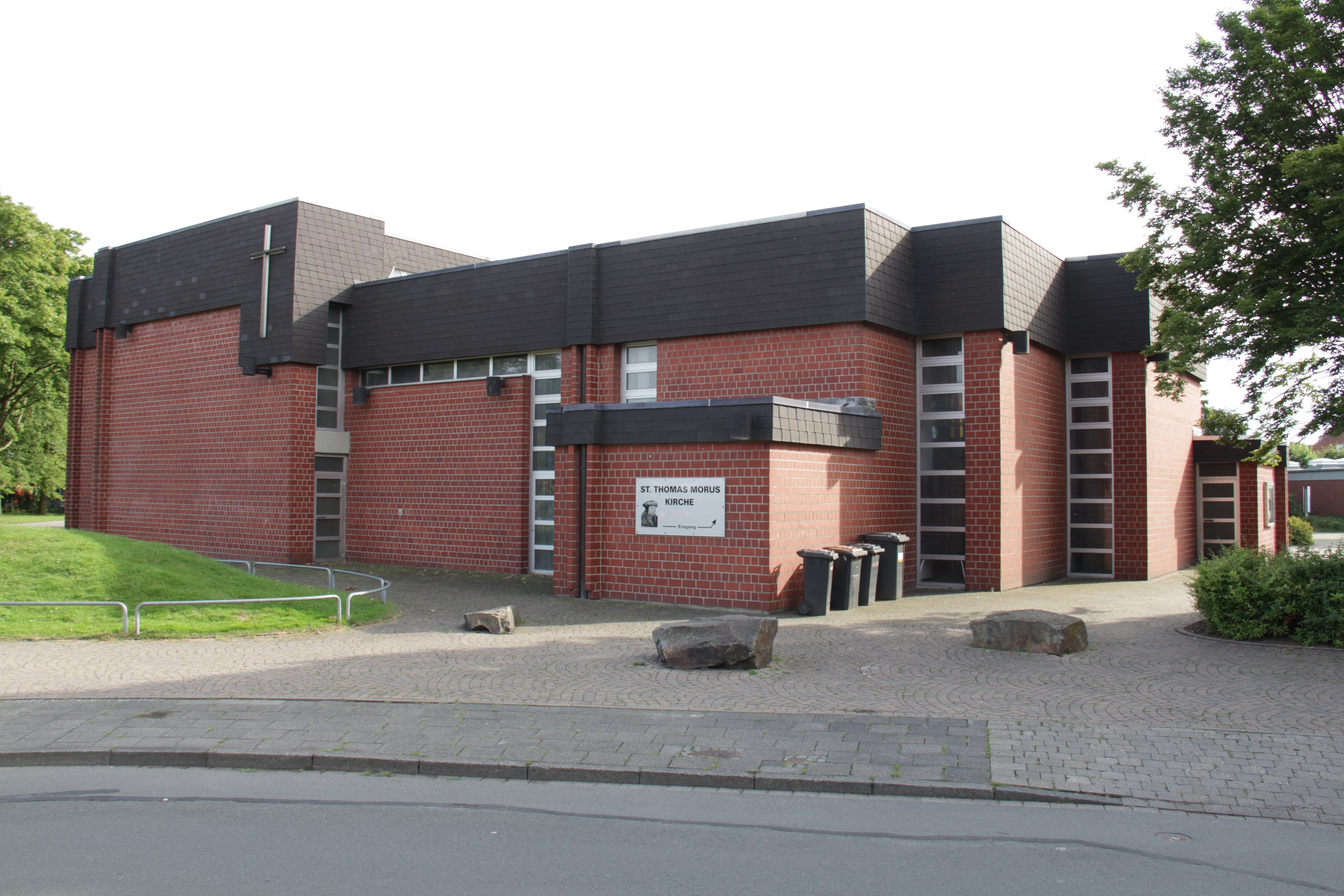
St. Thomas Morus, Münster

Die St. Thomas Morus-Kirche ist eine katholische Kirche in Münster. 
Der Kirchenraum befindet sich inmitten eines Gebäudekomplexes, welcher mit seinen unterschiedlichen Funktionsräumen als Pfarrzentrum dient. Das Ensemble wurde – unmittelbar nach Ende des Zweiten Vatikanischen Konzils – geplant und gebaut, ausgeführt 1971–74 durch das Architektenteam Max von Hausen und Ortwin Rave (Münster). Dem eigentlichen Kirchenraum vorgelagert ist ein großes, längliches Foyer, an den die unterschiedlichen Gemeinderäume anschließen. 
Der Kirchenraum selbst ist im Grundriss keilförmig angelegt, der nach Norden hin durch einen quadratischen, etwas niedrigeren Raum erweitert wird. Nach Süden hin grenzen an den Kirchenraum zwei abtrennbare Gemeinderäume.

## Orgel
Die Orgel wurde 1979 von dem Orgelbauer Friedrich Fleiter (Münster) erbaut. Das Schleifladen-Instrument hat 19 Register auf zwei Manualwerken und Pedal. Die Spiel- und Registertrakturen sind mechanisch. Die Orgel verfügt über eine mechanische freie Kombination, die über einen links des Spieltisches befindlichen Hebel aktiviert werden kann.
| I Hauptwerk C–g3 |            |       |
| 1.               | Prinzipal  | 8′    |
| 2.               | Gedeckt    | 8′    |
| 3.               | Oktave     | 4′    |
| 4.               | Spitzflöte | 4′    |
| 5.               | Nasat      | 2 ⁄3′ |
| 6.               | Schwiegel  | 2′    |
| 7.               | Mixtur IV  | 1 ⁄3′ |
| 8.               | Trompete   | 8′    |

| II Schwellwerk C–g3 |             |        |
| 9.                  | Holzgedackt | 8′     |
| 10.                 | Rohrflöte   | 4′     |
| 11.                 | Prinzipal   | 2′     |
| 12.                 | Terzian II  | 1 2⁄3′ |
| 13.                 | Zimbel III  | 1⁄2′   |
| 14.                 | Vox humana  | 8′     |
|                     | Tremulant   |        |

| Pedalwerk C–f1 |                  |       |
| 15.            | Subbass          | 16′   |
| 16.            | Oktavbass        | 8′    |
| 17.            | Choralbass       | 4′    |
| 18.            | Rauschpfeife III | 2 ⁄3′ |
| 19.            | Fagott           | 16′   |

- Koppeln: II/I, I/P, II/P